# فرودگاه بین‌المللی ام‌بی‌اس
فرودگاه بین‌المللی ام‌بی‌اس (به انگلیسی: MBS International Airport) یک فرودگاه همگانی مسافربری با کد یاتا MBS است که یک باند فرود آسفالت دارد و طول باند آن ۲۴۳۹ متر است. این فرودگاه در کشور ایالات متحده آمریکا قرار دارد و در ارتفاع ۲۰۴ متری از سطح دریا واقع شده‌است.